# Haron Keitany
Haron Keitany (ur. 17 grudnia 1983) – kenijski lekkoatleta – średniodystansowiec.

## Osiągnięcia
- złoty medal mistrzostw Afryki (bieg na 1500 m Addis Abeba 2008)
- zwycięstwo w biegu na 1500 metrów podczas mityngu Weltklasse Zürich w ramach cyklu Golden League 2008
- 1. miejsce na Światowym Finale IAAF (bieg na 1500 m Stuttgart 2008)
- brązowy medal halowych mistrzostw świata (Doha 2010)

Mimo znakomitej formy w sezonie olimpijskim Keitany nie wystąpił podczas igrzysk olimpijskich (Pekin 2008) nie kwalifikując się do kenijskiej reprezentacji na tę imprezę (zajął 4. lokatę w wewnętrznych kenijskich kwalifikacjach, na igrzyska pojechała najszybsza trójka).

## Rekordy życiowe
- bieg na 1500 m - 3:30.20 (2009)
- bieg na milę - 3:48.78 (2009)
- bieg na 1000 m (hala) - 2:16.76 (2009) 10. wynik w historii światowej lekkoatletyki
- bieg na 1500 m (hala) - 3:33.96 (2009) 10. wynik w historii światowej lekkoatletyki